# Bodmér, Fejér
Bodmér  este un sat în districtul Bicske, județul Fejér, Ungaria, având o populație de 238 de locuitori (2011). 

## Demografie
Componența etnică a satului Bodmér
     Maghiari (100%)
Componența confesională a satului Bodmér
     Reformați (29,41%)
     Fără religie (16,39%)
     Atei (4,2%)
     Necunoscută (50%)
Conform recensământului din 2011, satul Bodmér avea 238 de locuitori. Din punct de vedere etnic, majoritatea locuitorilor (100,0%) erau maghiari. Nu există o religie majoritară, locuitorii fiind reformați (29,41%), persoane fără religie (16,39%) și atei (4,2%). Pentru 50,0% din locuitori nu este cunoscută apartenența confesională.